# 佐藤清一郎 (医師)
佐藤 清一郎（さとう せいいちろう、1883年（明治16年）1月10日 - 1965年（昭和40年）5月17日）は、日本の外科医。東京医学専門学校教授、順天堂医学専門学校教授を歴任し、日本外科学会会長。東京府日本橋区出身。

## 生涯
略歴
1883年（明治16年）1月、日本橋区の樋口家に生まれる。
1905年（明治38年）7月、第一高等学校を卒業し、京都帝国大学福岡医科大学に進学して、順天堂副医院長で順天堂医院第2代医院長佐藤進の養子である佐藤恒久の養子になる。1907年（明治40年）義父恒久が死去する。1909年（明治42年）12月、福岡医科大学を卒業し、卒業後は福岡医科大学外科（三宅速教授）に入局。1912年（大正元年）よりドイツ・イギリス・ベルギー・オランダに留学しゲッティンゲン大学やベルリン大学で病理学・肺外科の研究に従事し、第一次世界大戦勃発により1914年（大正3年）帰国した。
1916年（大正5年）、論文提出により医学博士学位を授与され、同年に福岡医科大学を辞し順天堂医院外科部長に就任する。1918年（大正7年）、東京医学専門学校創立に際し、義父恒久と同様に佐藤進の養子で清一郎にとり叔父にあたる佐藤達次郎が同校学長に就任し、清一郎も同校教授を兼務する。1942年（昭和17年）、日本外科学会長に就任。1944年（昭和19年）、順天堂医学専門学校設立により同校に専念することとなり、東京医学専門学校教授職を辞任する。1946年（昭和21年）5月、戦後の医学教育制度大改革の中、順天堂医学専門学校は順天堂医科大学に昇格し、達治郎が初代学長となった。翌1946年（昭和22年）、義叔父達治郎が学長職を辞し、達治郎の娘婿有山登が学長に就任すると共に、清一郎は順天堂医科大学を辞任した。
1950年（昭和25年）日本胸部外科学会名誉会員、1954年（昭和29年）日本外科学会名誉会員になり、1955年（昭和30年）日本通運病院長に就任し、1959年（昭和34年）厚生中央病院顧問を勤める。1965年（昭和40年）5月17日、逝去する。

## 業績
東京医学専門学校
東京医学専門学校の前身東京医学講習所が1916年（大正5年）9月11日に開設され、順天堂医院を実習病院としていたことから、同医院の外科部長である佐藤清一郎が東京医学専門学校の外科教授となった。佐藤は当時肺臓外科の第一人者であり、現在東京医科大学第一外科は肺癌手術数で全国大学病院中最多の症例実績を有している教室の基礎を築いた。なお、1921年（大正10年）第22回日本外科学会において佐藤清一郎は肺腫瘍の手術報告を行い、1923年（大正12年）には日本で最初の肺癌切除を報告した。

## 論文・著作
- 「東西医学大観 第1期第2輯 1927年8月(II)（肺臟外科の現況 佐藤清一郎）」（東西医学社 1930年）
- 「各科実地臨床医家に必要なる注射（注液療法の実際氣管支内注入法 佐藤清一郎）」（医界展望社 1938年）
- 「臨牀医学講座 第71輯」（佐藤清一郎著 金原商店 1939年）
- 「臨牀医学講座 第135輯」（佐藤清一郎著 金原商店 1939年）
- 「日本耳鼻咽喉科学全書 第10巻6（氣管及氣管支ノ運動 佐藤清一郎・篠井金吾）」（久保猪之吉編 克誠堂 1940年）
- 「胸部レントゲン撮影法と臨牀の實際（日本医科器械学会総会特別講演 佐藤清一郎）」（医科器械学雑誌19巻第3号 1941年9月20日）
- 「外科輯覧 胸部 第1綴（肺壞疽 醫學博士佐藤清一郎）」（医学業績研究会編 敬文社 1942年）
- 「肺臓外科」（佐藤清一郎・篠井金吾共著 平凡社 1950年）
- 「九大医報27(5) 1957年12月（外科診療五十年の回顧 佐藤清一郎）」（九大医報編集部）
- 「日本臨床10(3)（結核外科今昔物語 佐藤清一郎）」 （日本臨床社 1952年）日本臨床 10(4)(102) 日本臨床社

## 家族
- 義祖父 佐藤進（1845年 - 1921年） 佐藤尚中の養子、軍医総監・順天堂医院第2代医院長、男爵
- 義父 佐藤恒久（1862年 - 1907年） 佐藤進の養子、順天堂医院副院長。
- 義母 佐藤梅尾（佐藤尚中の四女、佐藤進・志津夫妻の養女）
- 義叔父 佐藤達次郎（1868年 - 1959年） 佐藤進の養子、順天堂医院第3代医院長・順天堂大学初代学長、男爵。